# Essential Mixes (álbum de Avril Lavigne)
Essential Mixes es un EP de la cantautora canadiense, Avril Lavigne, lanzado en septiembre del 2010 por Sony Music Entertainment. En él hay cuatro remixes y seis acústicos en vivo de canciones ya conocidas de la cantante.

## Lista de canciones
| N.º | Título                                  | Escritor(es)               | Productor(es)      | Duración |  |
| 1.  | «Complicated (The Matrix Mix)»          | Lavigne, The Matrix        | The Matrix         | 4:04     |  |
| 2.  | «Girlfriend (Dr.Luke Mix)»              | Lavigne, Dr.Luke, Lil Mama | Dr.Luke            | 3:26     |  |
| 3.  | «Hot (Wolfadelic Mix)»                  | Lavigne, Taubenfeld        | Dr.Luke            | 5:04     |  |
| 4.  | «Sk8er Boi (Live Acoustic)»             | Lavigne, The Matrix        | The Matrix         | 3:38     |  |
| 5.  | «My Happy Ending (Live Acoustic)»       | Lavigne, Walker            | Walker             | 3:56     |  |
| 6.  | «Take Me Away (Live Acoustic)»          | Lavigne, Taubenfeld        | Gilmore            | 2:53     |  |
| 7.  | «Nobody's Home (Live Acoustic)»         | Lavigne, Moody             | Gilmore            | 3:39     |  |
| 8.  | «He Wasn't (Live Acoustic)»             | Lavigne, Kreviazuk         | Maida              | 3:16     |  |
| 9.  | «When You're Gone (Live Acoustic)»      | Lavigne, Walker            | Walker             | 3:59     |  |
| 10. | «Girlfriend (Junkie XL Extended Remix)» | Lavigne, Dr.Luke           | Dr.Luke, Junkie XL | 5:43     |  |